# Seidenweber

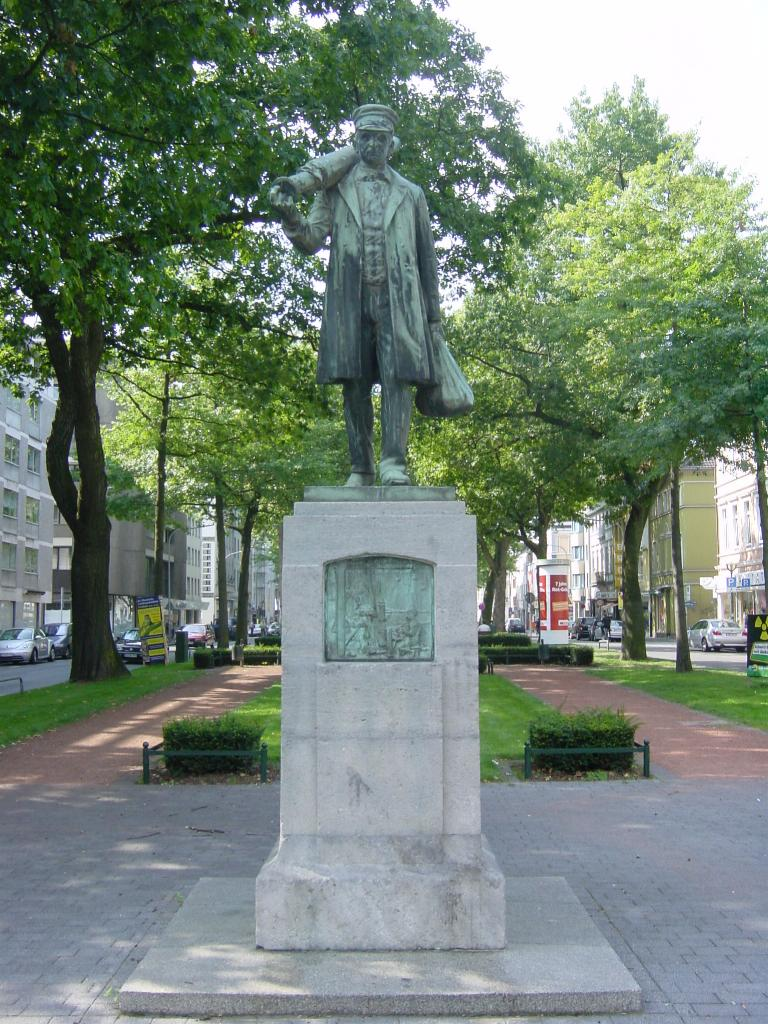
Seidenweber-Denkmal auf dem Ostwall in Krefeld

Der Seidenweber (früher: Seidenwirker) ist ein auf das Verarbeiten von Seide und Halbseide spezialisierter Weber. 
Das Weben von Seide und vor allem von Seidenbrokat verlangt vom Weber ein Höchstmaß an Perfektion, Konstanz und Gefühl für das Material. Seidenfäden reißen beim Weben sehr leicht. Knoten von gerissenen Fäden sind im glatten und sehr feinen Seidengewebe nur sehr schwer oder gar nicht zu verstecken und mindern deren Wert erheblich. 

## Denkmäler
Das Denkmal für die niederrheinischen Seidenweber steht in Krefeld am Ostwall. Es wurde im Juli 1911 vom Verschönerungsverein zunächst an der Einmündung Lindenstraße, Ecke Hochstraße errichtet, bevor es im Zweiten Weltkrieg der Metallspende zum Opfer fiel. Der Nachguss fand 1947 seinen heutigen Platz am Ostwall/Ecke Südwall. Das im Volksmund „Meister Ponzelar“ genannte Denkmal führte der münsteraner Bildhauer August Schmiemann mit einem seiner Schüler, dem 1880 in Krefeld geborenen Johannes Stiegemann, aus. Es zeigt einen Seidenweber mit geschulterter Tuchrolle und Garnrollensack in der linken Hand. Das Relief im Sockel zeigt eine typische Weberstube.